# Изумрудная сеть
Изумрудная сеть (англ. Emerald Network) — сеть охраняемых природных территорий, т.н. территорий особого (общеевропейского) природоохранного значения (ТОПЗ). Эти территории имеют важное значение для сохранения флоры и фауны в их естественной среде местообитания в странах Европы и некоторых странах Африки. 

## История
Создана в 1998 году для выполнения Бернской конвенции (подписана в 1979 году, вступила в силу 1 января 1982 года).
Бернская конвенция подписана 46 государствами-членами Совета Европы из состава Европейского Союза, Монако, Буркина-Фасо, Марокко, Тунисом и Сенегалом. Алжир, Беларусь, Босния и Герцеговина, Кабо-Верде, Ватикан, Сан-Марино и Россия входят в число государств, не подписавших Конвенцию, но которые имеют статус наблюдателя на заседаниях комитета. Целью этого масштабного проекта является выделение и взятие под охрану места обитания редких видов флоры и фауны. При оценке территории для включения в Изумрудной сети Европы учитывается: обитающие здесь виды растений и животных, которым грозит исчезновение, она представляет собой важный пункт остановки на путях миграции животных, отличается высоким уровнем биоразнообразия, встречается здесь уникальное местообитание.
В странах Евросоюза для выполнения Бернской конвенции создана сеть Natura 2000 (с более развитой юридической базой), которую рассматривают как их вклад в проект Изумрудной сети. Собственно Изумрудная сеть действует и вне территории стран Европейского союза.
На 2015 год Изумрудная сеть Европы насчитывала около 3500 потенциальных и полностью сертифицированных «изумрудных объектов» общей площадью почти 600 000 км2 в 16 странах.
В России по состоянию на 2016 год выявлено 1633 территории особого (общеевропейского) природоохранного значения (ТОПЗ), предлагаемых для включения в Изумрудную сеть. Их общая площадь составляет 37,4 млн. га, что значительно больше, чем в других странах, формирующих Изумрудную сеть.